# Packard-Bentley
Pour les articles homonymes, voir Packard et Bentley.
La Packard-Bentley ou Packard-Bentley Mavis est une voiture de sport prototype de 2010, du constructeur automobile britannique Bentley.

## Historique

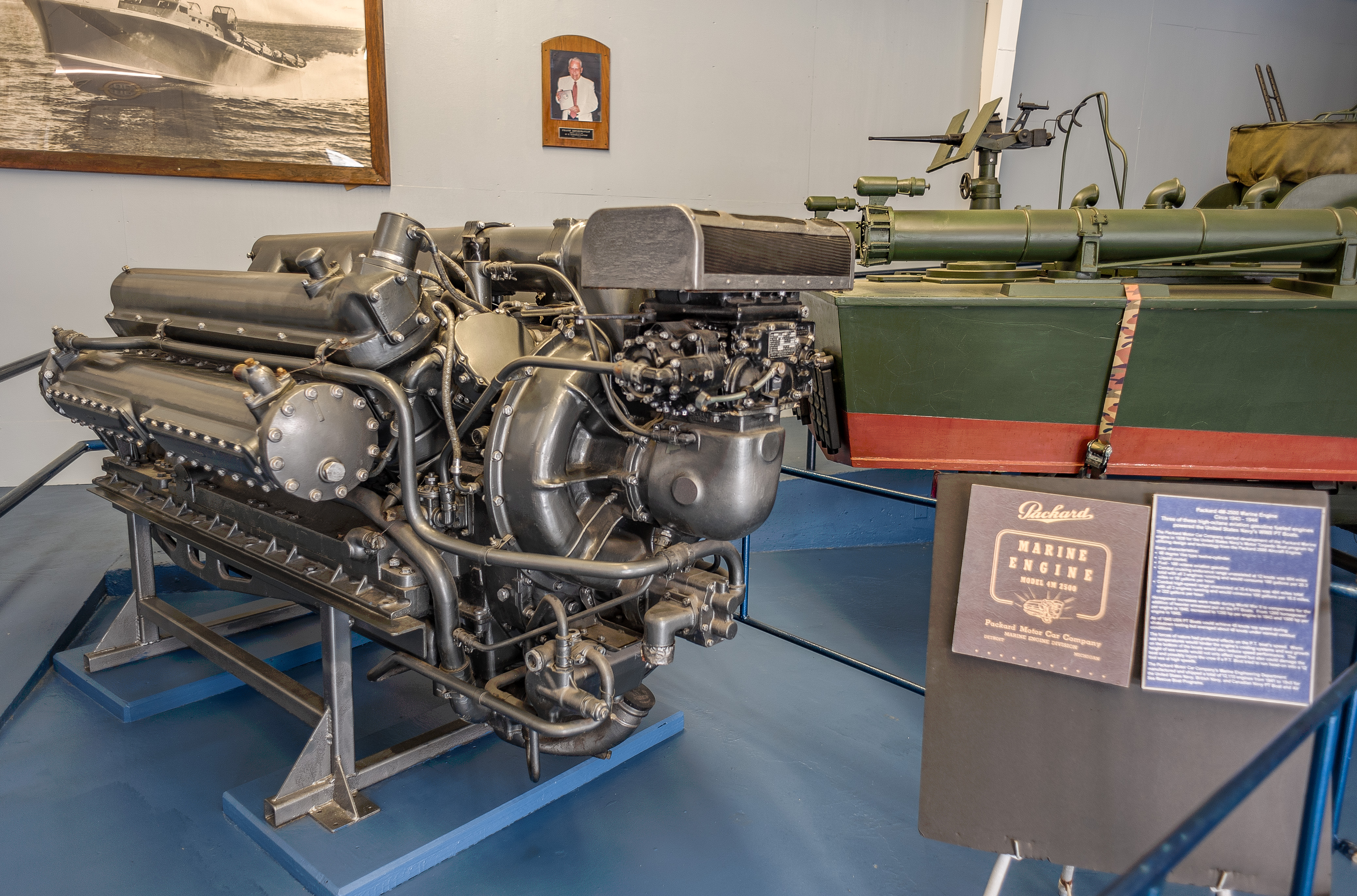
Moteur V12 Packard 4M-2500 de vedette-torpilleur PT boat de l'US Navy, de la Seconde Guerre mondiale, au musée naval Battleship Cove de Fall River (Massachusetts).

Ce prototype Packard-Bentley est conçu en 2010 par le préparateur britannique Chris Williams, sur une base modifiée de Bentley 8 Litre de 1930, inspirée des hot rods américains et de sa Napier-Bentley de 1968, à moteur d'avion Napier Lion 12 cylindres en W de 24 litres de cylindrée pour 580 ch. 
Cette Packard-Bentley est motorisée avec un moteur V12 américain Packard 4M-2500 (en) de vedette-torpilleur PT boat de l'US Navy de la Seconde Guerre mondiale (version marine du moteur d'avion Packard 1A-2500 (en) de 42 litres de cylindrée pour 1 500 ch, successeur des moteurs V12 Liberty L-12 de 1917). 

## Compétition
À l'image de ses nombreuses variantes de voitures à moteur d'avion, telles que BMW Brutus (1917), Napier-Campbell Blue Bird (1927), Napier-Railton (1933) ou encore Napier-Bentley (1968), cette Packard-Bentley participe à de nombreuses courses et expositions de voitures historiques.